# 菊田珠智代
菊田珠智代（2001年2月10日—）是日本漫畫家， 出生於日本茨城縣，以其代品《銀色模様》（なかよしはるやすみランド）出道，代表作有《戀之魔法波波糖》。

## 作品
- 《銀色模様》（講談社增刊，2001年）
- 《日语：》（講談社，全1冊，2002年）
- 《戀之魔法波波糖》（講談社，全7冊，2003-2005年）
  - 《回來吧戀之魔法波波糖》（講談社，全6冊，2006-2008年）
- 《少女天使 Milky & Cute》（講談社，全2冊，2005-2006年）
- 《妖界領航員.路娜》（講談社、池田美代子著，全7冊，2008-2010年）
- 《Layer X Layer》（講談社，2011年）
- 《BLT》（講談社Lovely，全1冊，2013年）
- 《星光少女fans》（Pucchigumi，全1冊，2013年）
- 《星光少女 彩虹舞台》（Pucchigumi版，2013-2014年）
- 《星光樂園》（Pucchigumi版，2014-2017年）
- 《星光頻道》（Pucchigumi版，2018-2021年）

## 外部連結
- 菊田珠智代的X（前Twitter）